# Sveriges Franchisetagare
Sveriges Franchisetagare är en svensk intresseorganisation som organiserar, företräder, ger råd och förhandlar för franchisetagare. Sveriges Franchisetagare verkar för en sund och ansvarsfull franchise. 
Sveriges Franchisetagare bildades 1985 av Svensk Bensinhandel (då med namnet Petroleumhandelns Riksförbund) och Sveriges Köpmannaförbund (numera Svensk Handel), och fick namnet Beroendeföretagarnas Riksorganisation. Sveriges Köpmannaförbund lämnade senare Sveriges Franchisetagare. 
Sveriges Franchisetagare organiserar franchisetagare i hela Sverige, från vitt skilda branscher, med den gemensamma plattformen att de innehar en franchiserelation med en franchisegivare. Sveriges Franchisetagare, genom sin association med Sveriges Entreprenörer Service AB, utger branschtidningen Franchise Focus som utkommer fem gånger per år i cirka 5000 exemplar. Genom opinionsarbete medverkade Sveriges Franchisetagare till att Riksdagen fattade beslut om lagen (2006:484) om franchisegivares informationsskyldighet.

## Branschfrågor
Sveriges Franchisetagare bevakar sina medlemmars intressen i egenskap av franchisetagare. Dessa intressen inkluderar bland annat avtalsrätt, hyresrätt och affärsmässiga villkor. Sveriges Franchisetagare menar att franchisetagare, i sin franchiserelation, är i beroendeställning gentemot sin franchisegivare, bland annat på grund av underlägsenhet i avtalskonstruktioner, affärsinformation och finansiell styrka. 

## Kvalitetscertifiering - Kontrollerad franchise
Januari 2017 introducerade Sveriges Franchisetagare en kvalitetscertifiering, Kontrollerad franchise, för franchiseavtal. Certifieringen förutsätter att franchiseavtalet uppfyller åtta krav, vars syfte är att ge viss förutsägbarhet och transparens för den blivande franchisetagaren. Det är franchiseavtalet som certifieras, inte systemet, och gör inga anspråk på att systemet därmed i övrigt är kontrollerat eller genererar lönsamhet. 

### Drivande för ny lagstiftning
Sveriges Franchisetagare har alltsedan tillkomsten av Lag (2006:484) om franchisegivares informationsskyldighet, menat att lagen är otillräcklig och verkningslös. Sveriges Franchisetagare bedriver opinion för en stärkt franchiselagstiftning som skall adressera:
1. Krav på att koncept är beprövade och kommersiellt hållbara,
2. Möjlighet för franchisetagare att i förtid kliva av,
3. Förbud mot obegränsade borgensåtaganden,
4. Förbud mot att franchisegivaren ensidigt under löpande avtal kan ändra avgifter eller, för franchisetagaren, betydande villkor,
5. Bestämmelser om uppsägning av avtalen samt ekonomisk kompensation vid inlösen av inventarier, varulager mm i samband med uppsägning,
6. Förbud mot skiljeklausuler i franchiseavtal.